# Baitullah Mehsud
Baitullah Mahsud (urdú: بیت اللہ محسود ) (ca. 1974 - 5 de agosto de 2009)
 fue un líder tribal pakistaní de la región rebelde de Waziristán. Simpatizante de Al Qaeda y líder de los talibanes en territorio pakistaní, de la célula Tehrik e Talibán Pakistán, formada en diciembre de 2007.